# Shriners Children’s 500
Das Shriners Children’s 500 ist eines von zwei Rennen der NASCAR Cup Series, die jährlich auf dem Phoenix International Raceway in Avondale, Arizona stattfinden. Das andere Rennen ist das Checker Auto Parts 500. Es wurde erstmals am 23. April des Jahres 2005 ausgetragen. Das Rennen trug den Namen „Subway Fresh Fit“, da Subway bereits Sponsor eines anderen NASCAR-Rennens, dem Subway 500 auf dem Martinsville Speedway, war. Die Zahl im Rennnamen ergibt sich aus der ungefähren Anzahl der zu fahrenden Kilometer.

## Sieger
| Jahr | Fahrer           | Team                     | Automarke |
| ---- | ---------------- | ------------------------ | --------- |
| 2005 | Kurt Busch       | RFK Racing               | Ford      |
| 2006 | Kevin Harvick    | Richard Childress Racing | Chevrolet |
| 2007 | Jeff Gordon      | Hendrick Motorsports     | Chevrolet |
| 2008 | Jimmie Johnson   | Hendrick Motorsports     | Chevrolet |
| 2009 | Mark Martin      | Hendrick Motorsports     | Chevrolet |
| 2010 | Ryan Newman      | Stewart-Haas Racing      | Chevrolet |
| 2011 | Jeff Gordon      | Hendrick Motorsports     | Chevrolet |
| 2012 | Denny Hamlin     | Joe Gibbs Racing         | Toyota    |
| 2013 | Carl Edwards     | RFK Racing               | Ford      |
| 2014 | Kevin Harvick    | Stewart-Haas Racing      | Chevrolet |
| 2015 | Kevin Harvick    | Stewart-Haas Racing      | Chevrolet |
| 2016 | Kevin Harvick    | Stewart-Haas Racing      | Chevrolet |
| 2017 | Ryan Newman      | Richard Childress Racing | Chevrolet |
| 2018 | Kevin Harvick    | Stewart-Haas Racing      | Ford      |
| 2019 | Kyle Busch       | Joe Gibbs Racing         | Toyota    |
| 2020 | Joey Logano      | Team Penske              | Ford      |
| 2021 | Martin Truex Jr. | Joe Gibbs Racing         | Toyota    |
| 2022 | Chase Briscoe    | Stewart-Haas Racing      | Ford      |
| 2023 | William Byron    | Hendrick Motorsports     | Chevrolet |
| 2024 | Christopher Bell | Joe Gibbs Racing         | Toyota    |